# Juliusz Łuszczewski
Juliusz Łuszczewski (ur. 12 kwietnia 1892 we Lwowie, zm. 27 grudnia 1971 w Warszawie) – polski aktor teatralny i filmowy.

## Życiorys
Urodził się w rodzinie Karola, rzeźbiarza, i Franciszki z domu Wacławek. Jego brat Leon był także aktorem. Kształcił się w Krakowie, w szkole teatralnej Michała Przybyłowicza, którą ukończył w 1910 roku. Rok wcześniej debiutował aktorsko na deskach krakowskiego Teatru Ludowego rolą Krzysia Gąsienicy w „Buncie Napierskiego”. W latach 1910–1911 był członkiem zespołu teatru w Sosnowcu, a następnie występował w Krakowie w Teatrze Syndykatu Dziennikarzy Krakowskich oraz ponownie w Teatrze Ludowym (choć niektóre dane z tego okresu mogą dotyczyć jego brata, Leona). Po wybuchu I wojny światowej, w 1915 roku został powołany do służby wojskowej.

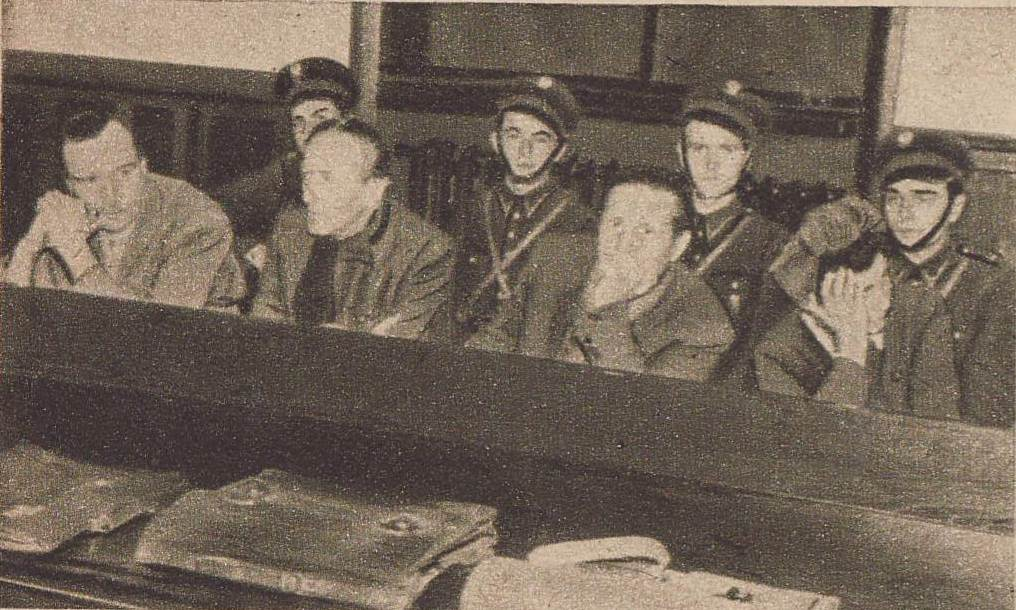
Juliusz Łuszczewski (drugi od lewej) podczas procesu aktorów oskarżonych za udział w filmie Heimkehr (1948)

Po odzyskaniu niepodległości przez Polskę w 1918 roku występował w Poznaniu (Teatr Polski 1922–1923, Teatr Nowy 1925–1927), Lublinie (Teatr Miejski 1923–1925) oraz Bydgoszczy (Teatr Miejski 1927–1928). W latach 1928–1939 był członkiem zespołów teatrów warszawskich: Polskiego, Małego (1928–1930), Ateneum (1930–1932, 1935–1939), Artystów (1932–1933), Nowa Komedia (1933–1934) oraz Aktora (1933–1934).
W latach II wojny światowej występował w warszawskich teatrach jawnych: Komedia, Bohema, Nowości, Miniatury oraz w krakowskim Teatrze Powszechnym. W 1941 roku wystąpił w nazistowskim filmie propagandowym Heimkehr (reż. Gustav Ucicky). Po zakończeniu wojny występował w warszawskim Teatrze Powszechnym (1945–1947). W 1947 roku za działalność w czasie wojny został zawieszony w prawach członka ZASP, a w 1948 roku wyrokiem Sądu Okręgowego w Warszawie skazano go na karę 3 lat pozbawienia wolność za udział w filmie Heimkehr. Do zawodu aktora powrócił w 1950 roku jako członek zespołu warszawskiego Teatru Powszechnego (1950–1970), a następnie – Teatru Narodowego (1970–1971). 
Wystąpił w sześciu spektaklach Teatru Telewizji (1956–1967) oraz siedmiu audycjach Teatru Polskiego Radia (1951–1954). W 1964 roku otrzymał wyróżnienie na Ogólnopolskim Festiwalu Sztuk Rosyjskich i Radzieckich w Katowicach za rolę Marmieładowa w spektaklu Zbrodnia i kara.
Był mężem aktorki i suflerki Marii Różańskej-Łuszczewskiej (zm. 1993).
Zmarł w Warszawie, pochowany 30 grudnia 1971 na cmentarzu Bródnowskim (kwatera 32C-2-11).

## Filmografia
- Księżna Łowicka (1932) – Makrot, szpieg Wielkiego Księcia
- Pod Twoją obronę (1933) – agent wywiadu
- Każdemu wolno kochać (1933) – Bobek, reżyser w teatrze „Wesoły sandacz”
- 10% dla mnie (1933) – „baron” Zdziś
- Jego wielka miłość (1936) – aktor w sztuce „Napoleon”
- Heimkehr (1941) – polski widz w kinie
- Sprawa do załatwienia (1953) – kierownik sklepu muzycznego
- Marysia i Napoleon (1966) – 2 role: szambelan Anastazy Walewski, wuj Marysi oraz kierownik stadniny w Walewicach